# 394. strelska divizija (ZSSR)
394. strelska divizija (izvirno rusko 394. стрелковая дивизия; kratica 394. SD) je bila strelska divizija Rdeče armade v času druge svetovne vojne.

## Zgodovina
Divizija je bila ustanovljena avgusta 1941 v Tiflisu. Vojno je končala v Bolgariji.